# Zorgverzekering (Vlaanderen)
De Vlaamse zorgverzekering is een bijkomende verzekering voor niet-medische hulp- en dienstverlening aan personen die op 1 oktober 2001 werd ingevoerd door de Vlaamse Gemeenschap (België). Personen woonachtig in het Vlaams Gewest zijn verplicht zich bij een zorgkas aan te sluiten maar wie in het Brussels Gewest woont kan ervoor kiezen om zich aan te sluiten, maar hoeft dit niet. De zorgverzekering maakt sinds 2016 deel uit van de Vlaamse Sociale Bescherming binnen het Vlaams Agentschap Zorg en Gezondheid van de Vlaamse overheid. Er is enerzijds het Vlaams Zorgfonds, dat de zorgverzekering beheert, en anderzijds de Vlaamse Zorgkas, een kas waarbij men zich kan aansluiten.
De Vlaamse zorgverzekering is opgezet per decreet door het Vlaams Parlement, die hiermee de gevolgen van de vergrijzing wilde opvangen. De Franse Gemeenschap heeft soortgelijke regelingen niet ingevoerd. De regeling heeft politiek nogal wat opschudding veroorzaakt. De Franse Gemeenschap vond de regeling discriminerend en is bovendien bang dat zij de opmaat vormt voor een volledig gescheiden sociale verzekering en dus (uiteindelijk) een nieuwe stap naar de opdeling van België.
Het Waals gewest heeft het decreet dat de Vlaamse zorgverzekering regelt proberen te vernietigen. Het Grondwettelijk Hof heeft dit beroep verworpen. Sinds 2017 heeft het Waals Gewest een eigen zorgverzekering
De term dient niet te worden verward met de Nederlandse zorgverzekering, die betrekking heeft op de verplichte ziektekostenverzekering in Nederland.

## Wie heeft recht op uitkering
Hierdoor kunnen zwaar zorgbehoevenden die thuis verzorgd worden en personen die in een rusthuis, een verzorgingstehuis of een psychiatrisch verzorgingstehuis verblijven een forfaitaire uitkering ontvangen indien voldaan is aan onder andere de voorwaarden:
- Ernstig en langdurig zorgbehoevend zijn;
- In Vlaanderen of Brussel wonen (aanvankelijk slechts Vlaanderen);
- De laatste 5 jaar ononderbroken in Vlaanderen of Brussel wonen ofwel ononderbroken sociaal verzekerd zijn in een lidstaat van de Europese Unie (EU) of in een lidstaat van de Europese Economische Ruimte (EER) (voor 2002 was de eis ten minste 5 jaar in Vlaanderen wonen);
- Aangesloten zijn bij een zorgkas;
- Geen aanvraag hebben ingediend bij een andere zorgkas;
- Voor residentiële zorg dient men te verblijven in een erkende residentiële voorziening.

## Wie is premieplichtig
De verzekering is verplicht voor iedereen die in het Vlaams Gewest woont en ouder dan 25 jaar is, maar men kan kiezen bij welke zorgverzekeraar men zich aansluit. Meestal zal de eigen mutualiteit verzekerden benaderen met een uitnodiging zich aan te sluiten. Wanneer niet wordt gereageerd wordt de verzekerde ambtshalve bij de Vlaamse Zorgkas aangesloten. Anno 2025 bedraagt de bijdrage 64 euro per jaar (32 euro voor verhoogde tegemoetkoming). Wie twee keer het bedrag niet betaalt, onvolledig of te laat betaalt krijgt een bestuurlijke boete van 250 EUR (100 EUR bij verhoogde tegemoetkoming). Er volgt ook een schorsing van 4 maanden per niet-betaald jaar. 
Ingeschreven staan bij een gemeente in het Vlaamse gewest of Brussel is maatgevend voor de vraag of iemand verplicht is zich aan te sluiten (Vlaanderen) of een keuzerecht hiertoe heeft (Brussel). Een verzekerde die dus minder dan 5 jaar in Vlaanderen of Brussel woont en ook minder dan 5 jaar sociale premies heeft betaald in een EU-land, is wel premieplichtig maar mag geen aanspraak maken op uitkeringen. Inwoners van Wallonië en grensarbeiders die in Vlaanderen of Brussel werken maar niet wonen hebben in beginsel geen toegang tot de zorgkas. Anderzijds blijven de rechten en plichten voor Vlamingen die in Wallonië of het buitenland werken maar niet wonen onverkort van toepassing. Ook iemand die Vlaanderen verlaat maar zich niet uitschrijft blijft in principe premieplichtig en uitkeringsgerechtigd.

### Evolutie hoogte premie
| Jaar      | Gewone zorgpremie | Verlaagde zorgpremie |
| --------- | ----------------- | -------------------- |
| 2025      | 64 euro           | 32 euro              |
| 2024      | 62 euro           | 31 euro              |
| 2023      | 58 euro           | 29 euro              |
| 2021-2022 | 54 euro           | 27 euro              |
| 2020      | 53 euro           | 26 euro              |
| 2019      | 52 euro           | 26 euro              |
| 2018      | 51 euro           | 26 euro              |
| 2015-2017 | 50 euro           | 25 euro              |
| 2003-2014 | 25 euro           | 10 euro              |
| 2002      | 10 euro           | 10 euro              |

## Juridische geschiedenis en kritiek

### Initiatief
Vóór het decreet was er in de jaren 80 en 90 op federaal niveau al sprake van zo'n verzekering om de vergrijzing aan te pakken. Pas in juni 1996 wilde de federale regering de tegemoetkoming voor bejaarden uitbreiden met dienstencheques. Het Vlaams Parlement riep echter een belangenconflict in aangezien dit onder de bevoegdheid "bijstand aan personen" zou vallen, wat voor de gemeenschappen is.
De Vlaamse Gemeenschap zou dus initiatief moeten nemen. Dit gebeurde pas een aantal jaar later. Na verschillende voorstellen werd uiteindelijk een decreet goedgekeurd door het Vlaams Parlement en op 30 maart 1999 bekrachtigd door de Vlaamse Regering.

### Eerste beroepen
Nog vóór de inwerkingtreding werd eind 1999 tweemaal een beroep tot nietigverklaring ingesteld bij het Arbitragehof: eerst door de Hulpkas voor Ziekte- en Invaliditeitsverzekering, en enkele dagen later door de Franse Gemeenschapsregering. De hulpkas stelde dat zij benadeeld zou worden door het decreet, maar het Arbitragehof meende dat de overheidsinstelling een taak heeft waarvan de uitvoering niet in gevaar komt door het decreet. Bij de andere zaak was de Franse Gemeenschapsregering van mening dat het decreet:
1. een verzekeringsmechanisme organiseert dat niet onder de persoonsgebonden aangelegenheden valt;
2. de bevoegdheidsverdeling omtrent de financiering van de toelagen aan mindervaliden schendt;
3. de federale bevoegdheid van het inkomensbeleid schendt door de inning van een jaarlijkse bijdrage voor de zorgverzekering;
4. artikel 128 §2 van de grondwet schendt doordat het rechtstreeks van toepassing is op personen in het Brussels gewest en niet enkel op instellingen die er gevestigd zijn;
5. onder de term "bezwaarcommissie" een administratief rechtscollege lijkt op te richten, wat de Grondwet niet toelaat, en een bevoegdheid toevoegt aan de arbeidsrechtbank om geschillen over de zorgverzekering te beslechten, wat voorbehouden is aan de federale overheid.

Bij arrest van 13 maart 2001 verwierp het Arbitragehof alle argumenten behalve het tweede onderdeel van het vijfde argument en vernietigde daarom artikel 23 dat de bevoegdheid aan de arbeidsrechtbank toevoegde.
Bij decreet van 18 mei 2001 werd het decreet aangepast en op 1 oktober 2001 werd het zorgverzekeringssysteem na een aantal maanden vertraging uiteindelijk gelanceerd.

### COCOF naar Arbitragehof en Raad van State
Eind januari 2002 daagde echter het college van de Franse Gemeenschapscommissie (COCOF) op haar beurt de Vlaamse Gemeenschap voor het Arbitragehof. Die stelde dat de zorgverzekering een verzekering is, wat onder het financieel beleid valt, een federale bevoegdheid. Omdat de bevoegdheidsverdeling echter niet zegt dat decreten geen verzekeringsmechanismen zouden mogen inrichten, verwierp het Arbitragehof dit beroep op 22 januari 2003.
De Franse Gemeenschapscommissie probeerde nogmaals en diende bij de Raad van State twee verzoekschriften in tot schorsing en nietigverklaring van twee besluiten. Het ene verzoekschrift was ingediend op 10 februari 2004 tot schorsing en nietigverklaring van een ministerieel besluit van 21 november 2003 en een ander ingediend op 16 maart 2004 tot schorsing en nietigverklaring van het besluit van de Vlaamse regering van 14 november 2003. Op 30 maart 2006 verwierp de Raad van State beide schorsingen en op 2 mei 2007 verwierp hij beide nietigverklaringen.

### Europese regelgeving
Op 15 maart 2002 stellen twee Nederlandse europarlementsleden een vraag aan de Europese Commissie om te onderzoeken of deze zorgverzekering al dan niet valt onder de Europese regelgeving over het vrij verkeer van werknemers. In april antwoordde de Europees Commissaris voor Werkgelegenheid en Sociale Zaken dat dit inderdaad onder de Europese regels valt en de Commissie bracht België op de hoogte hiervan en waarschuwde dat een inbreukprocedure kon gestart worden, wat op 17 december 2002 ook gebeurde.
De Europese Commissie was echter ook van mening dat de zorgverzekering indruist tegen het vrij verkeer van personen, goederen en diensten en startte een tweede procedure in februari 2003.
Bij decreet van 30 april 2004 werd het decreet met terugwerkende kracht gewijzigd om aan de Europese regelgeving te voldoen.

### Beroep van Franse Gemeenschap en Waals Gewest
Een aantal maanden na deze decreetswijziging besloten de Franse Gemeenschap en het Waals Gewest op 9 december 2004 om opnieuw een beroep tot vernietiging te starten bij het Arbitragehof. Na de debatten in het Hof werd het decreet echter op 25 november 2005 gewijzigd. Het verscheen pas op 12 januari 2006 in het Staatsblad. Daarom werden de debatten hierna opnieuw gehouden. Daarna, op 19 april 2006, besloot het Arbitragehof prejudiciële vragen te stellen aan het Europees Hof van Justitie. Op 1 april 2008 antwoordde het Europees Hof hierop.
Op 19 december 2008 werd het decreet nogmaals gewijzigd.
In januari 2009 viel dan het uiteindelijke arrest van het Arbitragehof, ondertussen omgedoopt tot Grondwettelijk Hof. Het oordeelde dat de zorgverzekering op zich wettelijk is, maar het moest wel opnieuw aangepast worden om aan Europese regelgeving te voldoen. Het zorgverzekeringsdecreet werd bij decreet van 30 april 2009 gewijzigd.